# Syllis caeca
Syllis caeca är en ringmaskart som först beskrevs av Katzmann 1973.  Syllis caeca ingår i släktet Syllis och familjen Syllidae. Inga underarter finns listade i Catalogue of Life.